# Tadeusz Katelbach
Tadeusz Maciej Katelbach, ps. „Koterski” (ur. 24 lutego 1897 w Warszawie, zm. 9 listopada 1977 w Nowym Jorku) – polski polityk, dziennikarz, publicysta, senator II RP V kadencji, oficer rezerwy WP, członek Prezydium Rady Naczelnej Obozu Zjednoczenia Narodowego w 1939 roku, działacz emigracji politycznej i Polonii w Stanach Zjednoczonych.

## Życiorys
W czasie nauki w Gimnazjum Wojciecha Górskiego w Warszawie w 1910 wstąpił do tajnego Związku Młodzieży Postępowo-Niepodległościowej, od 1913 członek Związku Strzeleckiego. Po wybuchu I wojny światowej od sierpnia 1914 członek Polskiej Organizacji Wojskowej.
Gdy po opuszczeniu przez wojsko rosyjskie Warszawy, w październiku 1915 okupacyjne władze niemieckie zezwoliły na otwarcie polskiego Uniwersytetu Warszawskiego Katelbach wstąpił w listopadzie 1915 na Wydział Prawa i Nauk Państwowych UW. Wstąpił wówczas do Związku Młodzieży Polskiej „Zet”, pozostając jednocześnie w POW. Jeden z przywódców strajku akademickiego w 1917.
Od listopada 1918 do marca 1919 uczestniczył w walkach z Ukraińcami o Lwów i starciach na froncie galicyjskim. Następnie krótko służył w Warszawie w 36 pp. W sierpniu 1919 organizował wraz ze strukturami POW powstanie sejneńskie skierowane przeciw próbom przejęcia władzy nad Sejnami przez administrację litewską. Od tego czasu związany z Oddziałem II Sztabu Generalnego Wojska Polskiego, członek Towarzystwa Straży Kresowej. Po tzw. buncie Żeligowskiego przybył do Wilna, gdzie do końca 1920 był redaktorem naczelnym „Gazety Wileńskiej”.
W 1926 awansowany do stopnia podporucznika rezerwy piechoty.
W 1922 przez kilka miesięcy przebywał w Wolnym Mieście Gdańsku, prawdopodobnie na zlecenie Oddziału II. W styczniu 1923, kilka dni po ślubie z Zenaidą Semplińską, Katelbach wyjechał do Berlina, oficjalnie jako redaktor naczelny „Dziennika Berlińskiego” i korespondent prasy polskiej: poznańskiego Przeglądu Porannego i Wieczoru Warszawskiego, faktycznie jako poufny przedstawiciel Związku Obrony Kresów Zachodnich przy tworzącym się wówczas Związku Polaków w Niemczech i był w 1923 bezpośrednim łącznikiem pomiędzy Związkiem Polaków a Warszawą. W końcu 1923 powrócił do Polski i przez rok pracował w banku w Warszawie.
W listopadzie 1925 został wysłany oficjalnie jako korespondent prasy krajowej, faktycznie jako rezydent polskiego wywiadu do Genewy, w przededniu zamachu majowego został odwołany do kraju. Wszedł do Związku Naprawy Rzeczypospolitej. Po przewrocie majowym i spotkaniu z Józefem Piłsudskim został w styczniu 1927 doradcą rządu RP przy Związku Polaków w Niemczech. Głównym celem jego misji była centralizacja ruchu polskiego w Republice Weimarskiej. Berlin opuścił 2 sierpnia 1933 i wyjechał do Kowna, gdzie do początków 1937 był oficjalnie korespondentem „Gazety Polskiej”, a nieoficjalnie przedstawicielem państwa polskiego na Litwie (oba kraje w latach 1920–1938 nie utrzymywały oficjalnych stosunków dyplomatycznych). W 1935 badał możliwość nawiązania znormalizowanych stosunków dyplomatycznych pomiędzy zwaśnionymi krajami w rozmowach z MSZ Litwy, Stasysem Lozoraitisem, który pośredniczył w relacjach z prezydentem Smetoną. W finalizacji misji przeszkodziła śmierć marszałka Piłsudskiego.

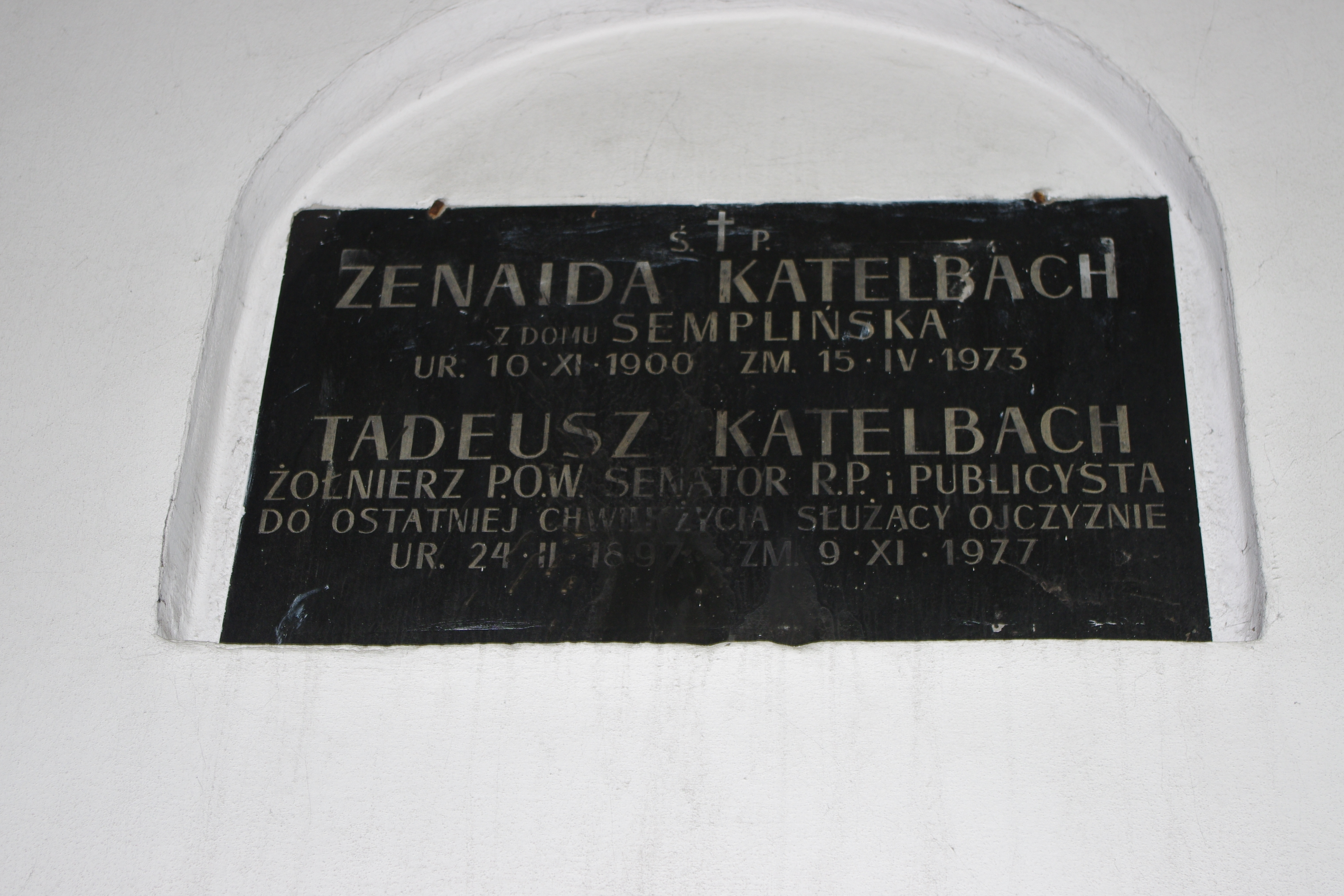
Miejsce pochówku Tadeusza Katelbacha w katakumbach na Starych Powązkach w Warszawie

Po powrocie do kraju był kierownikiem wydziału filmowego Polskiej Agencji Telegraficznej i wraz z bratem Stefanem zaangażował się w budowę polskiego przemysłu filmowego. W kwietniu 1938 wszedł w skład Rady Naczelnej Obozu Zjednoczenia Narodowego. W wyborach parlamentarnych w listopadzie 1938 bez powodzenia kandydował do Sejmu RP V kadencji z okręgu wyborczego nr 1 w Warszawie, zaś został wówczas wybrany do Senatu RP V kadencji z województwa lubelskiego. Był członkiem Zarządu Koła Parlamentarnego OZN w 1938. W tym czasie zamieszkiwał w Warszawie przy ulicy Szpitalnej 1.
Po agresji Niemiec na Polskę został 12 września 1939 mianowany przez ministra propagandy RP Michała Grażyńskiego pełnomocnikiem do zorganizowania placówki informacyjno-prasowej Ministerstwa Propagandy w Bukareszcie. 14 września w siedzibie starostwa w Zaleszczykach doszło do spotkania Katelbacha z opozycyjnymi wobec rządu sanacji politykami: Stanisławem Strońskim, Henrykiem Strasburgerem, Aleksandrem Ładosiem, Augustem Zaleskim i Tadeuszem Tomaszewskim – wszyscy oni mieli wkrótce tworzyć trzon ekipy rządowej rządu gen. Władysława Sikorskiego na emigracji we Francji. Katelbach nawiązał z nimi współpracę. 14 września wyjechał do Rumunii, 18 września, po opuszczeniu terytorium Rzeczypospolitej przez rząd gen. Felicjana Sławoja Składkowskiego włączył się czynnie w działania grupy związanej z ambasadorem Rogerem Raczyńskim, której przewodzili radca ambasady Alfred Poniński i attaché wojskowy RP płk Tadeusz Zakrzewski i która sabotowała wszystkie działania przebywającego w Slănic Moldova rządu polskiego, przyczyniając się częściowo do jego internowania w Rumunii. 21 września 1939 wystosował do premiera Składkowskiego list z wezwaniem do dymisji rządu. 22 września wyjechał samochodem przez Jugosławię i Włochy do Francji. 6 października 1939 dotarł do Paryża.
Stanisław Stroński, wicepremier w rządzie Władysława Sikorskiego zaangażował natychmiast Katelbacha w Dziale Dokumentacyjnym Urzędu Informacji i Dokumentacji RP (następnie Dział Prasowo-Polityczny Centrali Informacji i Dokumentacji RP, wreszcie od 11 września 1940 Ministerstwo Informacji i Dokumentacji).
Po klęsce Francji Katelbach 23 czerwca 1940 przez Hiszpanię wyjechał do Portugalii. Wszedł do Komitetu Pomocy Uchodźcom Polskim w Lizbonie, gdzie współpracował z płk Janem Kowalewskim, rezygnując z pierwotnych planów emigracji do Brazylii. Po otrzymaniu w czerwcu 1941 wizy brytyjskiej przybył 14 lipca 1941 do Londynu, gdzie został zaangażowany przez ministra informacji Stanisława Strońskiego jako szef referatu niemieckiego w Dziale Dokumentacji. Stanowisko referenta sekcji niemieckiej w Ministerstwie Informacji Katelbach pełnił nieprzerwanie od lipca 1941 do lipca 1945 – wycofania uznania dyplomatycznego Wielkiej Brytanii Rządowi RP na uchodźstwie.
Pozostał na emigracji. W latach 1945–1956 mieszkał w Londynie, uczestnicząc w życiu politycznym polskiej emigracji. W latach 1952–1956 współorganizował akcję zjednoczeniową polskich środowisk emigracyjnych, od 1947 r. podzielonych na dwa obozy, zgromadzone w dwóch alternatywnych „parlamentach”, Radzie Politycznej (skupiającej opozycję) oraz Radzie Narodowej (powołanej przez prezydenta Augusta Zaleskiego). Twarzą akcji zjednoczeniowej był cieszący się powszechnym autorytetem gen. Kazimierz Sosnkowski, który przyjechał w tym celu do Londynu z Kanady. Katelbach uchodził w tym czasie za najbliższego współpracownika gen. Sosnkowskiego. Współtworzony przez niego program zjednoczenia zakładał zniesienie faktycznego dualizmu parlamentarnego, skupienie polityki zagranicznej w rękach konstytucyjnych organów państwowych oraz wyznaczenie gen. Sosnkowskiego na następcę przez prezydenta Zaleskiego. Akcja zjednoczeniowa nie doszła jednak do skutku, ze względu na obstrukcję ze strony prezydenta Augusta Zaleskiego. Przebieg akcji zjednoczeniowej Katelbach szczegółowo opisał w wydanej w 1975 r. książce O zjednoczenie i legalizm. Ostatni akt życia publicznego Kazimierza Sosnkowskiego. Za tę książkę w 1976 otrzymał Nagrodę Pisarską Stowarzyszenia Polskich Kombatantów.
W czerwcu 1955 wyjechał do Monachium, gdzie Jan Nowak-Jeziorański zaproponował mu współpracę z sekcją polską Radia Wolna Europa. Rekomendowany przez Kazimierza Sosnkowskiego i Tadeusza Bieleckiego w styczniu 1956 został zatrudniony w RWE jako etatowy pracownik rozgłośni. Pracę w rozgłośni zakończył w lipcu 1965, przechodząc na emeryturę. W grudniu 1965 wraz z żoną opuścił Monachium i wyjechał do Seattle w Stanach Zjednoczonych, gdzie zamieszkiwała ich córka Janina. W maju 1966 przeniósł się z żoną do Nowego Jorku. Publikował w prasie emigracyjnej, uczestniczył w życiu społecznym Polonii amerykańskiej.
Ciężko chory na cukrzycę, zmarł w oczekiwaniu na operację na zawał serca 9 listopada 1977. Tadeusz i Zenaida Katelbachowie oraz ich córka zostali pochowani na cmentarzu Powązkowskim w Warszawie (kwatera katakumby-115-3).

## Życie prywatne
Od 1923 był żonaty z Zenaidą z Semplińskich (1900–1973). Mieli córkę Janinę – Ninę Polan (1927–2014).

## Ordery i odznaczenia
- Krzyż Komandorski Orderu Odrodzenia Polski (pośmiertnie, 20 listopada 1977)[15][4]
- Krzyż Niepodległości (12 maja 1931)[16][4]
- Krzyż Oficerski Orderu Odrodzenia Polski (11 listopada 1937)[17][4]
- Krzyż Kawalerski Orderu Odrodzenia Polski (10 listopada 1928)[18]
- Krzyż Walecznych (dwukrotnie)[11][4]
- Złoty Krzyż Zasługi (dwukrotnie)[4]
- Krzyż Obrony Lwowa[4]
- Krzyż Legionowy[4]